# Zdeněk Grygera
Zdeněk Grygera [ˈzdɛɲɛk ˈgrɪgɛra] (* 14. Mai 1980 in Přílepy) ist ein ehemaliger tschechischer Fußballspieler. Er war Abwehrspieler und konnte sowohl in der Innenverteidigung als auch auf der rechten Abwehrseite eingesetzt werden.

## Karriere

### Im Verein
Vom FK Zlín, wo Grygera als Fußballer herangereift war, wechselte er mit 18 Jahren zum tschechischen Erstligisten Petra Drnovice. Sofort hatte er einen festen Platz in der Abwehr und erreichte mit dem Klub im Jahr 2000 mit Platz drei in der Meisterschaft die beste Platzierung in der Vereinsgeschichte. Danach wechselte er zum Meister Sparta Prag, wo er als Ergänzungsspieler die Titelverteidigung miterlebte. 2003, mittlerweile zum wichtigen Stammspieler geworden, gewann er seinen zweiten Meistertitel und wechselte anschließend ins Ausland.
Von 2003 bis 2007 spielte der vielseitige Abwehrspieler in der niederländischen Eredivisie beim Spitzenclub Ajax Amsterdam. Dort konnte er eine Meisterschaft, zwei Pokalsiege und zweimal den Gewinn der Johan-Cruyff-Schaal, der Supercup-Trophäe, feiern. Außerdem bestritt Grygera zahlreiche Champions-League-Spiele für die Holländer.
Im Sommer 2007 wechselte Zdeněk Grygera ablösefrei zum italienischen Rekordmeister Juventus Turin, der nach dem Manipulationsskandal gerade wieder in die Serie A aufgestiegen war. Dort ist er im bisherigen Saisonverlauf meist Stammspieler.
Zur Saison 2011/2012 wechselte er in die englische Premier League zum Fulham FC. Am 6. Dezember 2012 gab Martin Jol bekannt, dass Grygera seine Karriere beendet.

### In der Nationalmannschaft
Zdeněk Grygera begann seine Nationalmannschafts-Karriere bereits 1997 in der tschechischen U-17-Auswahl. Zur Jahrtausendwende war er ein Leistungsträger in der tschechischen U-21-Auswahl und konnte mit der Mannschaft im Jahr 2000 bei der U-21-Europameisterschaft in der Slowakei den zweiten Platz feiern.
Nach insgesamt 34 Junioren-Länderspielen debütierte er am 15. August 2001 in der tschechischen A-Nationalmannschaft. Bei der Europameisterschaft 2004 in Portugal stand er im tschechischen Kader und scheiterte mit seiner Mannschaft erst im Halbfinale am späteren Europameister Griechenland. Grygera absolvierte vier der fünf Spiele bei diesem Turnier. Bei der Weltmeisterschaft 2006 in Deutschland gehörte er ebenfalls zum Kader und war wiederum Stammspieler in Karel Brückners Elf. Jedoch schied Grygera mit Tschechien diesmal bereits nach der Vorrunde aus. Bei der WM-Qualifikationsrunde bestritt er sechs von zehn möglichen Spielen. Im Oktober 2009 absolvierte Grygera sein letztes Länderspiel.

## Erfolge
- U-21-Vize-Europameister: 2000
- Tschechischer Meister: 2000/01, 2002/03 (mit Sparta Prag)
- Niederländischer Meister: 2003/04 (mit Ajax Amsterdam)
- Niederländischer Supercup-Sieger: 2005, 2006 (mit Ajax Amsterdam)
- Niederländischer Pokalsieger: 2005/06, 2006/07 (mit Ajax Amsterdam)